# Crimson (luchador)
Anthony Gregory Mayweather (nacido el 21 de febrero de 1985) es un luchador profesional estadounidense conocido por su trabajo en la Total Nonstop Action Wrestling (TNA) y en su territorio de desarrollo, Ohio Valley Wrestling (OVW). Actualmente es el Campeón Nacional Peso Pesado de la NWA en su primer reinado.
Entre sus logros destaca el haber obtenido una vez el Campeonato Mundial de Parejas de la TNA junto con Matt Morgan. También tiene un récord de 470 días invicto en luchas individuales en TNA.

## Carrera

### Circuito independiente (2007-2010)
Mercer fue entrenado por Jeff Daniels en la WWE Main Event Wrestling School. El 7 de julio de 2009, debutó en la United States Wrestling Organization. El 6 de noviembre, derrotó a Chris Michaels para convertirse en el nuevo ATL Southern Champion. Finalmente, perdió su título el 5 de febrero de 2010 ante Chrisjen Hayme, lucha que fue su última aparición en la empresa.
El 10 de octubre de 2009, participó en Ring of Honor en un six-way pre-show match, perdiendo. El 3 de junio de 2010, ganó su primer campeonato profesional al derrotar a Matt Boyce para ganar el NWA Mid-American Television Championship. Mercer también ha tenido apariciones en la Absolute Intense Wrestling y en la Showtime All-Time Wrestling, luchando ante Johnny Gargano y Chase Stevens, respectivamente.

### Total Nonstop Action Wrestling (2010-2013)
El 8 de septiembre de 2010, Mercer debutó en la Total Nonstop Action Wrestling en un dark match, perdiendo ante Jay Lethal. El 15 de noviembre, luchó en otro dark match, perdiendo esta vez ante Stevie Richards. El 4 de diciembre, participó en una prueba de TNA Gut Check y el 10 de diciembre, se anunció que Mercer había firmado un contrato con TNA. Dos días después, derrotó a Neico en su tercer dark match. Finalmente, el 30 de diciembre debutó como Little Red, el hermano pequeño de Amazing Red en un $100.000 Mixed Martial Arts Challenge, ya que la semana pasada, Jeff Jarrett tras derrotar a Red, retó a Little Red. Durante el combate, Mercer dominó el combate, pero aparecieron los guardaespaldas de Jarrett, Gunner y Murphy sacaron a Jarrett del combate y abandonaron la arena.
En el episodio del 13 de enero de 2011 de Impact Wrestling, Mercer, ahora bajo el nombre de Crimson, atacó a Abyss y prometió que "ellos" acabarían con Immortal el 3 de febrero. La semana siguiente, hizo lo mismo, esta vez contra AJ Styles. Esa misma noche, salvó a Kurt Angle del ataque de Abyss, lesionando a este último. La semana siguiente, explicó que abandonó a Amazing Red porque le hicieron una oferta irrechazable. Esa misma noche, junto con Kurt Angle se enfrentaron a Jeff Jarrett, James Storm, Robert Roode, Kazarian, Rob Terry, Gunner y Murphy, perdiendo. Sin embargo, tras la lucha, fueron salvados por Scott Steiner, quien estaba haciendo su regreso. Finalmente, el 3 de febrero, Fortune atacó a Immortal, revelándose que ellos eran "ellos".
El 24 de febrero, derrotó a Magnus en su primera victoria oficial con TNA. El 14 de abril, Abyss atacó a Crimson, ya que lo había lesionando meses atrás. El 17 de abril, en TNA Lockdown, Crimson hizo su debut en un PPV de TNA, haciendo equipo con Scott Steiner, fracasaron en el intento de convertirse en los nº1 contenders a los TNA World Tag Team Championships, lucha que fue ganada por Ink Inc. (Shannon Moore & Jesse Neal). El siguiente mes, en TNA Sacrifice, derrotó a Abyss para acabar el feudo y seguir con su racha de imbatibilidad. Las semanas siguientes, empezó un feudo con Samoa Joe, ya que lo había abandonado en dos ocasiones en sus luchas de tag team, alegando que cuando Joe tenía su racha de imbatibilidad, no necesitaba a nadie más que él. En TNA Slammiversary IX, derrotó a Joe, aumentando su racha de imbatibilidad. Más tarde, entró en las Bound for Glory Series, ganando a todos sus oponentes, incluso al segundo clasificado, Rob Van Dam en TNA Hardcore Justice, aumentando su ventaja frente a este. El 25 de agosto, se enfrentó al TNA Heavyweight Champion Kurt Angle, ya que este le atacó la semana pasada. El combate acabó en DQ tras la intervención de Samoa Joe, que atacó y lesionó a Crimson.
El 15 de septiembre, Crimson hizo su regreso vía satélite, anunciando que regresaría a Impact Wrestling en dos semanas. El 28 de septiembre, retó a una pelea callejera a Samoa Joe. Durante la pelea, Joe atacó al tobillo lesionado de Crimson, sin embargo tras el ataque, Matt Morgan salvó a Crimson. La semana siguiente, Crimson derrotó a Joe en su combate de regreso. En TNA Bound for Glory, derrotó a Morgan y a Joe en un three-way match, aumentando su invicto. En TNA Turning Point, se enfrentó a Matt Morgan, ya que este dijo que Crimson no le había hecho el pinfall a él, sino a Joe. El combate acabó en doble DQ, manteniendo Crimson su racha de imbatibilidad viva. El 17 de noviembre, junto con Morgan, derrotaron a Mexican America (Anarquía & Hernández) para ganar los TNA World Tag Team Championships. Durante los siguiente meses, retuvieron sus campeonatos ante Mexican America en el combate de revancha, ante Devon & D'Angelo Dinero en TNA Final Resolution y ante Samoa Joe & Magnus en TNA Genesis. En TNA Against All Odds, perdieron sus campeonatos ante Samoa Joe & Magnus. En su combate de revancha, volvieron a perder ante Joe & Magnus. Tras la lucha, empezaron a surgir problemas entre ellos dos. A pesar de sus continuos problemas, derrotaron a Robbie E & Robbie T para convertirse en los nuevos nº1 contenders a los títulos. En TNA Victory Road, durante el combate, Crimson atacó a Morgan, cambiando a heel, disolviendo el equipo y comenzando un feudo con él. En TNA Lockdown, derrotó a Morgan en un Steel Cage match. El 10 de mayo, estaba programada la "confortación final" de Morgan y Crimson, pero durante la entrada de Morgan, fue atacado por Bully Ray. Crimson ordenó al árbitro a que hiciera un countout a Morgan y ganó el combate. En TNA Sacrifice, lanzó un reto abierto a cualquier luchador de TNA, reto que fue respondido por Eric Young, pero fue derrotado por Crimson. En Slammiversary X, tras 470 días invicto, fue derrotado por James Storm, después de que este aceptara el reto de Crimson. Tras un mes sabático, regresó a Impact Wrestling retando a Devon por el Campeonato Televisivo de la TNA, lucha que perdió. Tras esto, fue enviado a la OVW para mejorar sus habilidades. Hizo su regreso el 14 de junio, enfrentándose a Joseph Park en un combate clasificatorio para las Bound for Glory Series. Sin embargo, fue derrotado. El 3 de julio fue despedido de la TNA, así como de la OVW.

#### Ohio Valley Wrestling (2012-2013)
Tras dejar de aparecer en Impact Wrestling, Mercer fue enviado a la Ohio Valley Wrestling para mejorar sus habilidades. Debutó el 15 de agosto, derrotando a Randy Royal. El 1 de septiembre, en Saturday Night Special September 2012, ganó la 30 Men Nightmare Rumble, tras eliminar a Rob Terry, para convertirse en el nuevo retador al Campeonato Peso Pesado de la OVW. El 12 de septiembre, canjeó su oportunidad y derrotó a Johnny Spade, ganando el título. Tras ganar el título, tuvo un enfrentamiento con el también luchador de TNA Rob Terry, ante quien derrotó el 10 de octubre y el 4 de noviembre, reteniendo el título. Tras varias luchas con finales dudosos, perdió el campeonato ante Terry el 1 de diciembre. Tras su derrota, creó un stable conocido como The Coalition Forces junto a Jack Black, Jason Wayne, Joe Coleman, Raul LaMotta y Shiloh Jonze, siendo referido por sus hombres como "General" Crimson. El 16 de enero de 2013, ganó junto a Jason Wayne el Campeonato Sureño de Parejas de la OVW tras derrotar a Alex Silva y Sam Shaw. El título lo perdieron el 27 de febrero ante los excampeones The Gutcheckers, pero lo recuperaron el 3 de abril. Perdieron de nuevo los títulos, esta vez ante Michael Hayes & Mohamad Ali Vaez el 26 de junio. Tras luchar la revancha, sin éxito, fue despedido de la TNA, por lo que abandonó también OVW.

## Vida personal
Mercer fue criado por una madre soltera en Cleveland, Ohio. Asistió a la Escuela Secundaria North Olmsted, donde jugó al fútbol y al baloncesto, pero no fue capaz de seguir una carrera en cualquiera de ellos sin una beca deportiva. Después de graduarse, Mercer se unió al ejército de los Estados Unidos para financiar sus estudios universitarios. Sirvió durante cinco años, que incluyó dos visitas a Irak en la 101ª División Aerotransportada como parte de la Operación Libertad.
Fuera de su vida como luchador, Mercer es entrenador personal y estudia dirección de empresas en la Austin Peay State University.

## En lucha
- Movimientos finales

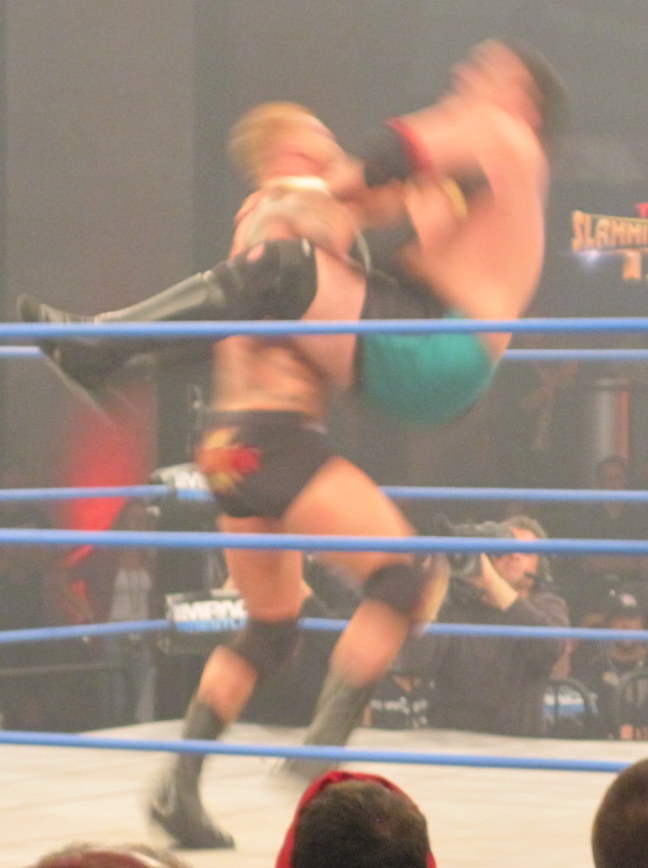
Crimson aplicándole unRed Sky sobre Samoa Joe.

  - Mercy Kill(Circuito independiente) / Red Alert (TNA) (Swinging side slam spun out into a reverse STO)
  - Red Sky (Standing or spinning lifting sitout spinebuster pin) (TNA)

- Movimientos de firma
  - Cravate with repeated knee strikes to the opponent's head, transitioned into a swinging neckbreaker
  - Double underhook DDT
  - Exploder suplex
  - Spear

- Apodos
  - "No Mercy"
  - "The Undefeated"
  - "General"[8] (OVW)

## Campeonatos y logros
- NWA Main Event
  - NWA Mid-American Television Championship (1 vez)

- NWA Southern All-Star Wrestling
  - NWA Southern Heavyweight Championship (1 vez)[10]

- National Wrestling Alliance
  - NWA National Heavyweight Championship (1 vez, actual)

- Ohio Valley Wrestling
  - OVW Heavyweight Championship (1 vez)[2]
  - OVW Southern Tag Team Championship (4 veces) - con Jason Wayne (2) y Jax Dane (2)

- Total Nonstop Action Wrestling
  - TNA World Tag Team Championship (1 vez) – con Matt Morgan

- United States Wrestling Organization
  - ATL Southern Championship (1 vez)

- Pro Wrestling Illustrated
  - Situado en el puesto #89 en los PWI 500 de 2011.
  - Situado en el puesto #41 en los PWI 500 de 2012.
  - Situado en el puesto #154 en los PWI 500 de 2013.

- Wrestling Observer Newsletter
  - WON Luchador más sobrevalorado - 2011